# Berghotel Gabelbach

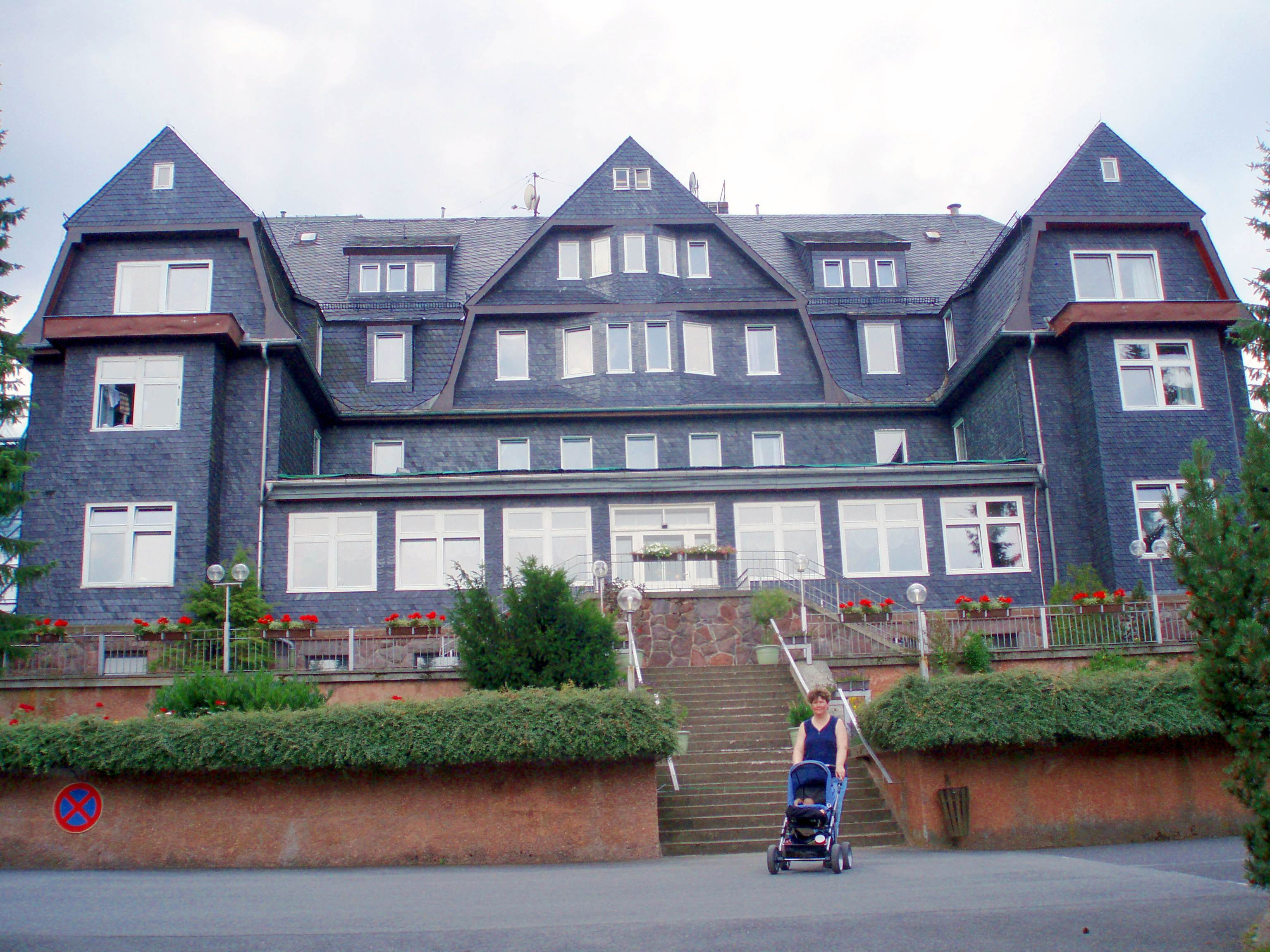
Berghotel Gabelbach

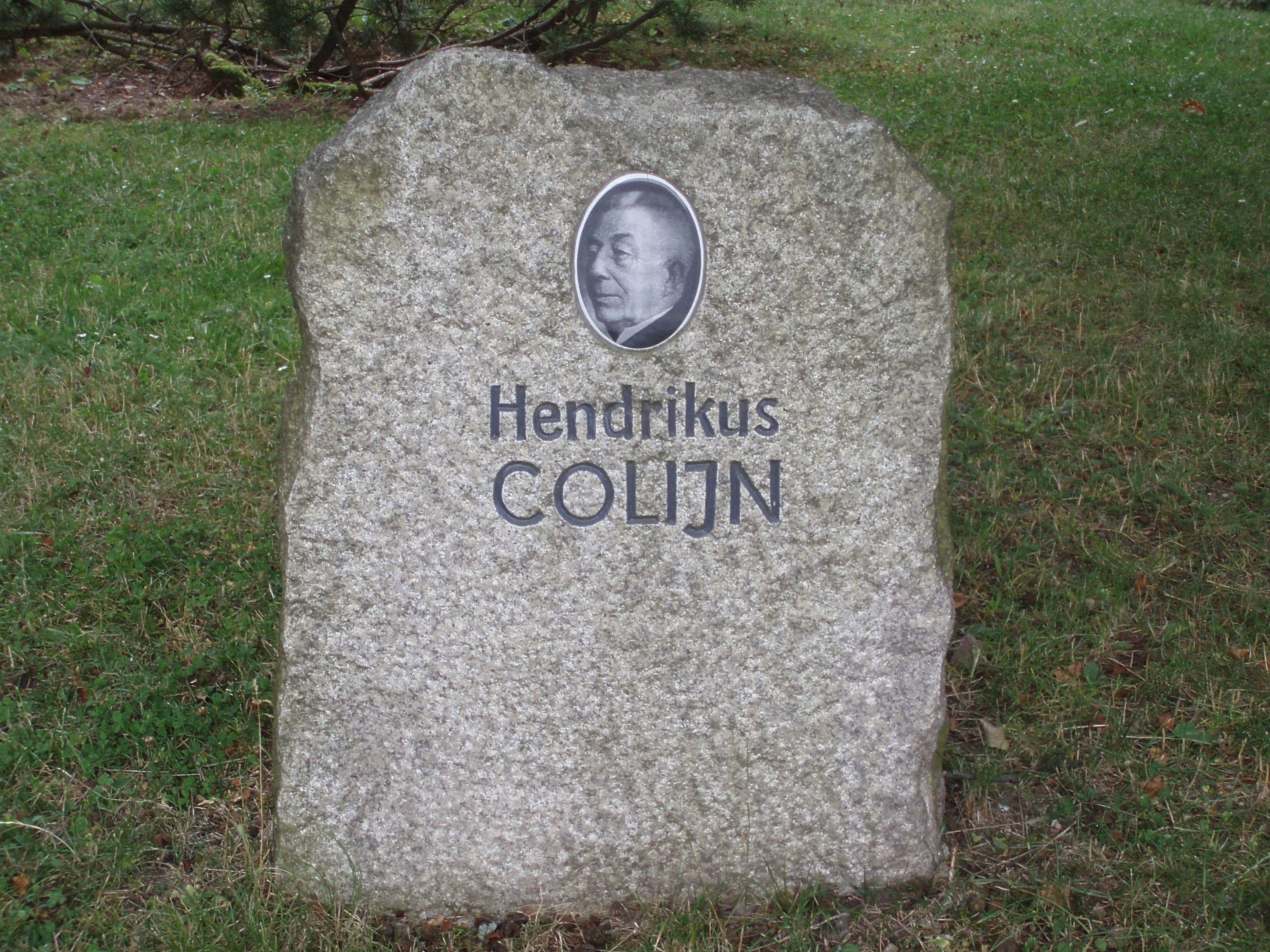
Colijn-Denkmal

Das Berghotel Gabelbach ist ein seit 1912 bestehendes Hotel am Kickelhahn im Thüringer Wald unweit der Stadt Ilmenau gelegen.

## Geschichte
Die Planungen zum Bau eines Hotels im Gabelbachtal wurden bereits 1909 von der Staatsregierung Sachsen-Weimar-Eisenachs begonnen. Bald darauf begannen die Bauarbeiten, die 1912 mit der Eröffnung des Kurhotel Gabelbach beendet werden konnten. Es diente fortan gehobenen Gesellschaftsschichten als Sommerfrische oder im Winter als Sporthotel. Damals wurde die Region vor allem wegen ihrer reinen, nicht durch Industrieabgase verunreinigten, Luft geschätzt.
1942 arrestierten die Nationalsozialisten den niederländischen Premierminister Hendrikus Colijn im abgelegenen Berghotel Gabelbach, welches er nicht verlassen durfte. Begleitet wurde er dabei von seiner Frau. Jedoch konnte er sich innerhalb des Hauses recht frei bewegen und verbrachte dort seine letzten Lebensjahre in Gefangenschaft, bevor er 1944 an einem Herzinfarkt starb. Am 6. Oktober 2006 wurde ihm zu Ehren ein Gedenkstein auf dem Hotelgelände aufgestellt.
Nach dem Ende des Zweiten Weltkrieges diente es als Erholungsheim des Zentralkomitees der SED und war nicht mehr der Öffentlichkeit zugänglich. Auch ausländische Staatsgäste brachte die SED hier unter.
1990 kaufte der Nürnberger Unternehmer Karl Gaydoul das Hotel und machte es wieder für die Öffentlichkeit zugänglich.
Seit 1998 gehörte es vorübergehend der Vereinigung Romantik Hotels an und war unter dem Namen Romantik Berg- und Jagdhotel Gabelbach bekannt.
Das Hotel wurde am 1. November 2011 vom Gräfenrodaer Unternehmer Peter Schulz übernommen und im Jahr 2013 umfassend saniert und modernisiert.
Ende November 2013 wurde es wiedereröffnet. Die Eigenbezeichnung lautet seit 2019 Berg- und Spahotel Gabelbach. Das Hotel umfasst 90 Zimmer und gehört der Hotelkategorie 4 Sterne an.